# Hydropsyche albicephala
Hydropsyche albicephala là một loài Trichoptera trong họ Hydropsychidae. Chúng phân bố ở miền Cổ bắc.